# Моледу (Каштру-Дайри)
Моле́ду (порт. Moledo) — район (фрегезия) в Португалии, входит в округ Визеу. Является составной частью муниципалитета Каштру-Дайри. Находится в составе крупной городской агломерации Большое Визеу. По старому административному делению входил в провинцию Бейра-Алта. Входит в экономико-статистический субрегион Дан-Лафойнш, который входит в Центральный регион. Население составляет 1314 человека на 2001 год. Занимает площадь 43,83 км².
Покровителем района считается Дева Мария (порт. Santa Maria de Moledo).